# バリー・ファン・ハーレン
バリー・ファン・ハーレン（Barry van Galen, 1970年4月4日 - ）は、オランダ出身の元サッカー選手。
ポジションはミッドフィールダー、左ウイングとしてもプレイできる。
現在はAZアルクマールのスカウトとして働いている。

## 経歴
1991年8月17日、テルスターとの試合でプロデビュー。その後、ローダJC・NACブレダを経て1997年にAZアルクマールへ加入。9年間在籍したAZでは欠かせない存在としてファンに愛された。引退後はスカウトとしてAZのために働いている。
2004年10月17日のアンドラ戦でオランダ代表デビュー。34歳という年齢はオランダ代表のデビュー年齢としては最高齢であった。